# Caldaro sulla Strada del Vino
Caldaro sulla Strada del Vino (Kaltern an der Weinstrasse) é uma comuna italiana da região do Trentino-Alto Ádige, província de Bolzano, com cerca de 6.859 habitantes. Estende-se por uma área de 47 km², tendo uma densidade populacional de 146 hab/km². Faz fronteira com Amblar (TN), Appiano sulla Strada del Vino, Cavareno (TN), Egna, Ruffrè (TN), Sarnonico (TN), Termeno sulla Strada del Vino, Vadena.

## Demografia
| Variação demográfica do município entre 1861 e 2011                               |
|                                                                                   |
| Fonte: Istituto Nazionale di Statistica (ISTAT) - Elaboração gráfica da Wikipedia |